# Siegfried Zepf
Siegfried Zepf (* 16. Juli 1937 in Stuttgart; † 15. Oktober 2021) war ein deutscher Psychoanalytiker, Psychosomatiker und Universitätsprofessor.

## Werdegang
Siegfried Zepf studierte an der Christian-Albrechts-Universität zu Kiel Medizin und schloss das Studium 1966 mit der Promotion zum Dr. med. ab. Danach ließ er sich ebenda bis 1973 zum Facharzt für Innere Medizin weiterbilden, war dort als Wissenschaftlicher Assistent tätig und habilitierte sich 1975 ebenda mit einer Monografie über Die Sozialisation des psychosomatisch Kranken. Anschließend folgten Weiterbildungen zum Facharzt für Psychotherapeutische Medizin sowie zum Psychoanalytiker. 1976 wechselte Zepf als Oberarzt an die Abteilung für Psychosomatik der Medizinischen Hochschule Hannover; ab 1979 war er C3-Professor am Institut für Psychotherapie und Psychosomatik der Heinrich-Heine-Universität Düsseldorf. 1992 wurde er auf die C4-Professur für Psychotherapie und Psychosomatik der Universität des Saarlandes berufen und fungierte ebenda als Direktor des Instituts für Psychoanalyse, Psychotherapie und Psychosomatik. Den Lehrstuhl hatte Zepf über den Eintritt in den Ruhestand hinaus bis 2004 inne. Bis zu seinem Tod war er als Lehranalytiker für die Deutsche Psychoanalytische Gesellschaft und die Deutsche Gesellschaft für Psychoanalyse, Psychotherapie, Psychosomatik und Tiefenpsychologie tätig.
Zepfs Sohn, Florian Daniel Zepf (* 1977), ist seit 2018 Direktor der Klinik für Kinder- und Jugendpsychiatrie, Psychosomatik und Psychotherapie der Friedrich-Schiller-Universität Jena.

## Schriften (Auswahl)
- Siegfried Zepf (1966): Eine Mikro-Methode zur Calcium-Bestimmung in kleinen Gewebeproben und ihre Anwendung bei Untersuchungen des Calcium-Stoffwechsels von Meerschweinchenherzen. Kiel (zugl. Diss., Uni Kiel, Med. Fak., 9. Juni 1966).
- Siegfried Zepf (1973): Zur Theorie der psychosomatischen Erkrankung. Frankfurt a. M.: Fischer. ISBN 978-3-436-01681-4.
- Siegfried Zepf (1976): Die Sozialisation des psychosomatisch Kranken. Frankfurt a. M./New York: Campus (zugl. Habil., Uni Kiel, Med. Fak., 1975). ISBN 978-3-593-32168-4.
- Siegfried Zepf (1976): Grundlinien einer materialistischen Theorie psychosomatischer Erkrankung. Frankfurt a. M./New York: Campus. ISBN 978-3-593-32185-1.
- Siegfried Zepf (1981): Psychosomatische Medizin auf dem Weg zur Wissenschaft. Frankfurt a. M./New York: Campus. ISBN 978-3-593-32941-3.
- Siegfried Zepf (1985): Narzißmus, Trieb und die Produktion von Subjektivität: Stationen auf der Suche nach dem verlorenen Paradies. Berlin u. a.: Springer. ISBN 978-3-540-15828-8.
- Siegfried Zepf/Sebastian Hartmann (1989): Psychoanalytische Praxis und Theoriebildung: Verstehen und Begreifen: Eine erkenntniskritische Untersuchung. Berlin/Heidelberg: Springer. ISBN 978-3-540-50518-1.
- Siegfried Zepf (1997): Lust und Narzißmus. Göttingen: Vandenhoeck & Ruprecht. ISBN 978-3-525-45799-3.
- Siegfried Zepf (1997): Gefühle, Sprache und Erleben: Psychologische Befunde – psychoanalytische Einsichten. Gießen: Psychosozial. ISBN 978-3-932133-14-5.
- Siegfried Zepf (2000): Allgemeine psychoanalytische Neurosenlehre, Psychosomatik und Sozialpsychologie: Ein kritisches Lehrbuch. Gießen: Psychosozial. ISBN 978-3-89806-001-1.
- Siegfried Zepf (2011): Psychoanalyse: Aufsätze zu epistemologischen und sozialpsychologischen Fragen sowie zu den theoretischen und therapeutischen Konzepten. Bd. 1/Bd. 2. Gießen: Psychosozial. ISBN 978-3-8379-2069-7.
- Siegfried Zepf (2013): Psychoanalyse: Aufsätze zu epistemologischen und sozialpsychologischen Fragen sowie zu den theoretischen und therapeutischen Konzepten. Bd. 3. Gießen: Psychosozial. ISBN 978-3-8379-2269-1.
- Siegfried Zepf et al. (2014): Ödipus und der Ödipuskomplex: Eine Revision. Gießen: Psychosozial. ISBN 978-3-8379-2379-7.
- Siegfried Zepf (2017): Psychoanalyse: Zur Kritik der Beliebigkeit in der Psychoanalyse. Bd. 4. Gießen: Psychosozial. ISBN 978-3-8379-2634-7.
- Siegfried Zepf/Dietmar Seel (2019): Psychoanalyse und politische Ökonomie: Kritik der psychoanalytischen Praxis und Ausbildung. Gießen: Psychosozial. ISBN 978-3-8379-2873-0.
- Siegfried Zepf/Dietmar Seel (2020): Psychoanalyse und das gesellschaftlich Unbewusste: Eine Entmystifizierung psychoanalytischer Konzepte. Gießen: Psychosozial. ISBN 978-3-8379-3046-7.
- Siegfried Zepf/Judith Zepf (2021): Die Geschichte vom Kleinen Hans – Uncovered: Neubetrachtung einer Fallanalyse Freuds. Gießen: Psychosozial. ISBN 978-3-8379-3066-5.